# Artes do Brasil

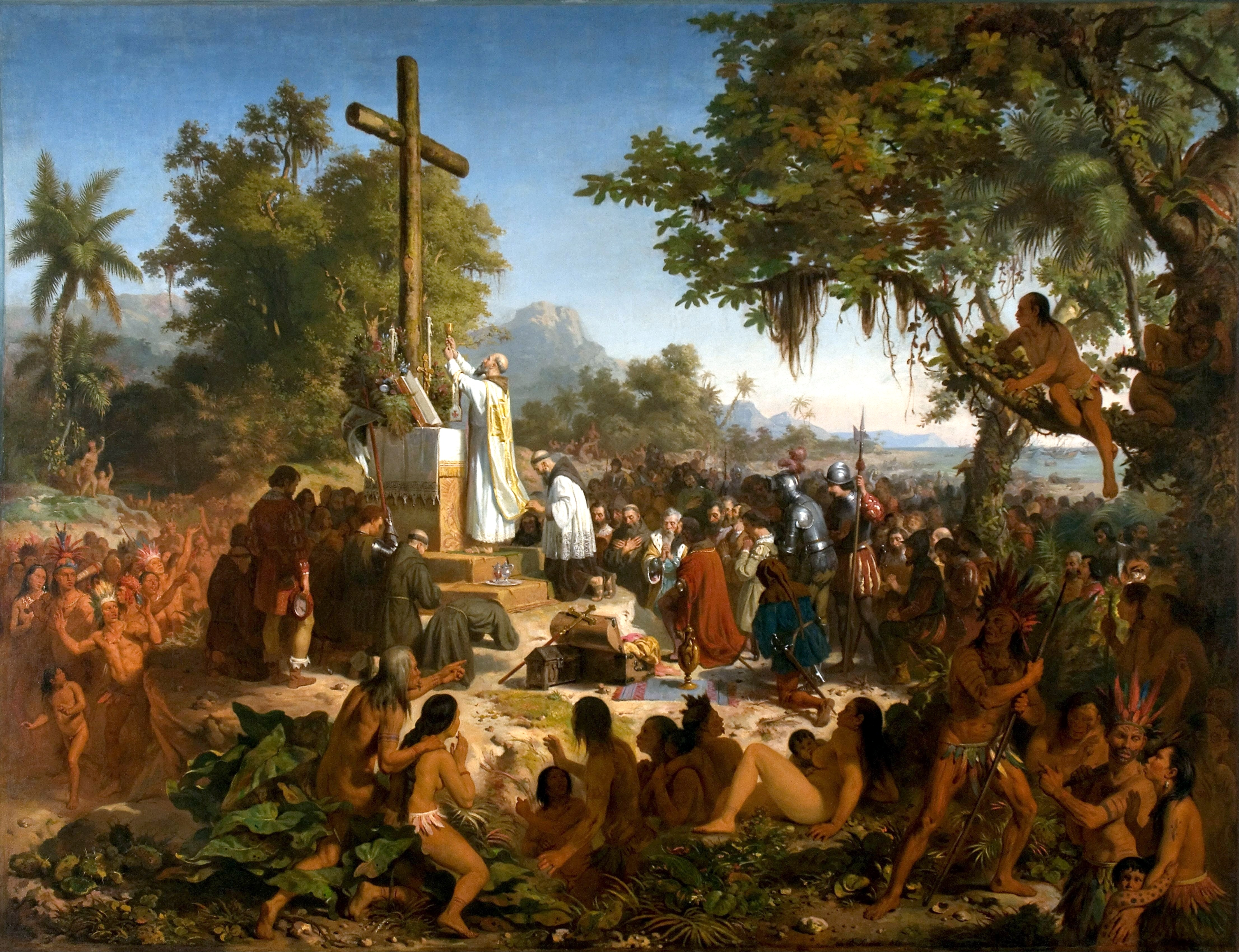
A Primeira Missa no Brasil (1861), pintura de Victor Meirelles. Museu Nacional de Belas Artes.

 Arte brasileira é o termo utilizado para designar toda e qualquer forma de expressão artística produzida no Brasil, desde a época pré-colonial até os dias de hoje. Dentro desta ampla definição, estão compreendidas as primeiras produções artísticas da pré-história brasileira e as diversas formas de manifestações culturais indígenas, bem como a arte do período colonial, de inspiração barroca, e os registros pictóricos de viajantes estrangeiros em terras brasileiras. Com a chegada da Missão Artística Francesa no século XIX, ensaia-se pela primeira vez a criação de uma escola nacional de arte, consolidada por meio do estabelecimento da Academia Imperial de Belas Artes, no Rio de Janeiro. Posteriormente, sob a influência do expressionismo, do cubismo e do surrealismo europeus, junto com uma valorização do primitivismo, o Brasil assistirá ao desenvolvimento do modernismo, que será progressivamente incorporado ao gosto da sociedade e da arte oficial, até que a assimilação das novas tendências surgidas no pós-guerra contribua para o florescimento da arte contemporânea brasileira.

## Arte da pré-história no Brasil
As mais antigas manifestações de pinturas rupestres no Brasil encontram-se na serra da Capivara, no Piauí, datando de cerca de 13000 a.C. Em Pedra Pintada, na Paraíba, foram encontradas pinturas com cerca de 11 mil anos de idade e, em Minas Gerais, chamam atenção os registros de arte rupestre localizados em várias cavernas do vale do Peruaçu, que se distinguem por seus raros desenhos de padrões geométricos, executados entre há 2000 e 10000 anos. São igualmente dignas de menção as pinturas de animais descobertas em grutas calcárias no vale do rio das Velhas, em Lagoa Santa, Minas Gerais.
Na documentação arqueológica brasileira, predominam o uso de materiais como osso, chifre, pedra e argila, para a confecção de objetos utilitários (recipientes, agulhas, espátulas, pontas de projétil), adornos (pingentes e contas de colar) e cerimoniais, atestando uma preocupação estética observável, sobretudo, na extraordinária variação de formas geométricas e no tratamento das superfícies e dos retoques.

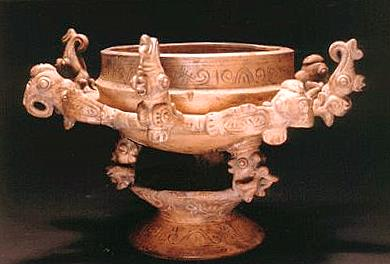
Vasilhame de cerâmica das civilizações de Santarém. Museu Paraense Emílio Goeldi, Belém.

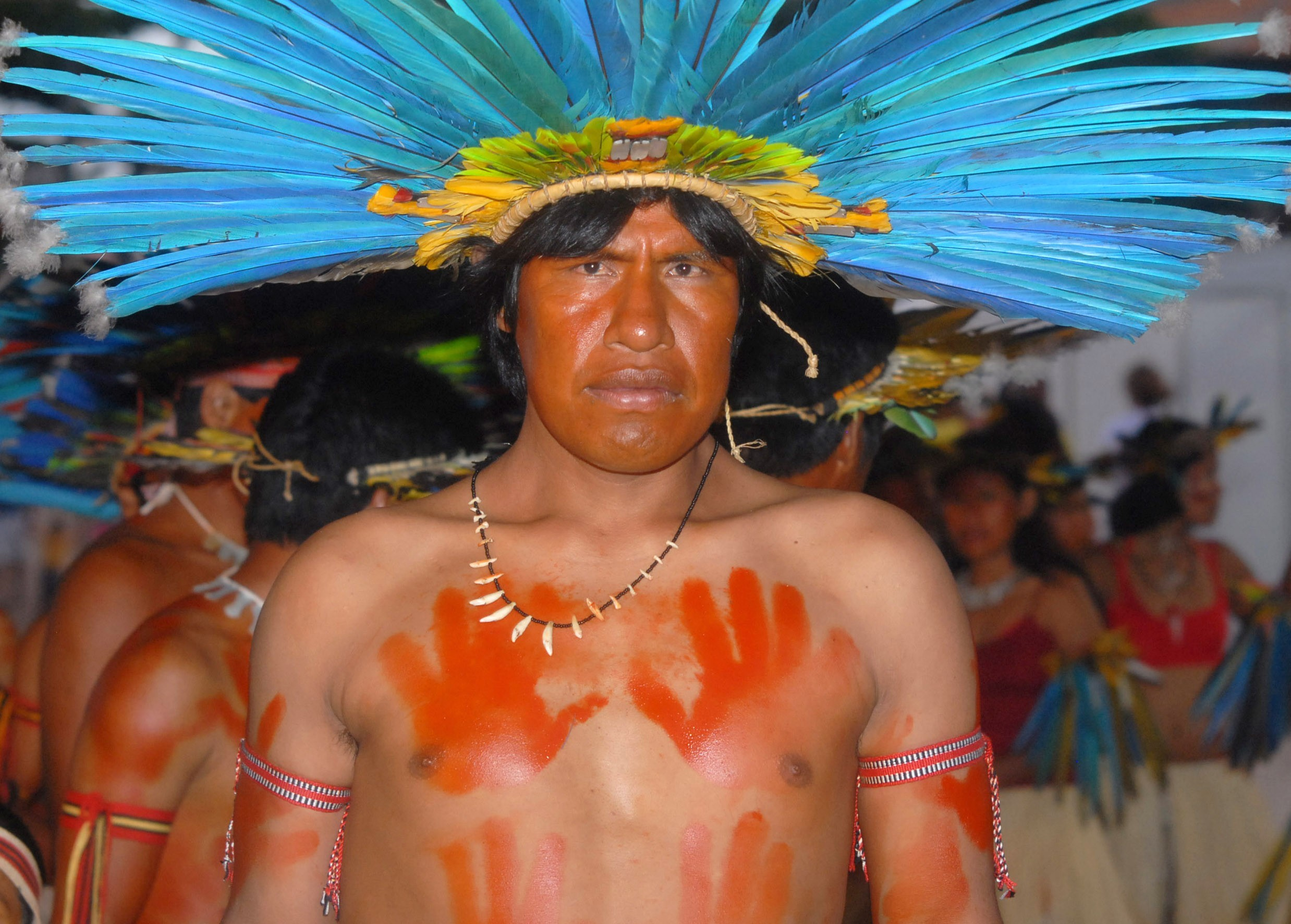
Índio bororo com cocar e pintura corporal.

## Arte indígena no Brasil
Do período entre 5000 a.C. e 1100, há vestígios de culturas amazônicas com alto grau de sofisticação na fabricação e decoração de artefatos de cerâmica, como as da ilha de Marajó e da bacia do rio Tapajós, onde se registra a presença de complexos vasos antropomorfos e zoomorfos, com suportes e apliques ornamentais. Ainda no contexto amazônico, são dignos de nota as estatuetas de terracota, sobretudo com representações femininas e de animais, e os objetos de pedra, como os pingentes representando batráquios (muiraquitãs).
São igualmente importantes as cerâmicas encontradas na costa maranhense (tradição Mina, c. 3200 a.C.) e no litoral baiano (tradição Periperi, c. 880 a.C.), com difusão ampla e diversificada, atingindo certas áreas meridionais já em plena era cristã. Mais simples em sua composição do que as cerâmicas amazônicas, essas peças sobressaem pela diversidade de técnicas decorativas, que vão da pintura, incisão e excisão até o escovamento, corrugação, ungulação, etc.
De forma genérica, a arte plumária indígena e a pintura corporal atingem grande complexidade em termos de cor e desenho, utilizando penas e pigmentos vegetais como matéria-prima. Por fim, destaca-se a confecção de adornos peitorais, labiais e auriculares, encontrados em diversas culturas diferentes espalhadas por todo o território brasileiro.

### Arquitetura
A arquitetura do Brasil, desenvolvida através dos séculos desde o início de sua colonização, foi diretamente influenciada pelos diversos povos que formam o povo brasileiro e pelos diversos estilos arquitetônicos vindos do exterior. Contudo, a arquitetura bandeirista e o Barroco mineiro são considerados por muitos estudiosos como expressões de estilos europeus que encontraram no Brasil uma manifestação e linguagem próprios, destacando-se de suas contrapartes metropolitanas. A primeira se refere à produção realizada basicamente no que seria hoje o estado de São Paulo pelas famílias dos bandeirantes, inspirando-se em uma estética próxima, ainda que bastante alterada, do Maneirismo. A segunda corresponde ao Barroco (ainda que muitos o considerem mais próximo do Rococó) representado especialmente pelas igrejas construídas por Aleijadinho. 
Em fins do século XVIII, com a gradual introdução do Neoclassicismo no Brasil e em especial a partir da presença do arquiteto francês Grandjean de Montigny no início do século XIX, este novo estilo frutificou e mais tarde levaria ao surgimento de uma escola eclética já para o final do século, e que produziria alguns dos mais importantes edifícios públicos do país e exerceria uma larga influência em todos os estratos sociais. Pouco depois o Modernismo definiria mudanças drásticas na paisagem urbana, num processo coroado pela construção de Brasília. Em anos mais recentes a arquitetura brasileira tem continuado uma trajetória desde o Modernismo respeitada internacionalmente e vem buscando definir o que será uma arquitetura nacional num mundo globalizado.

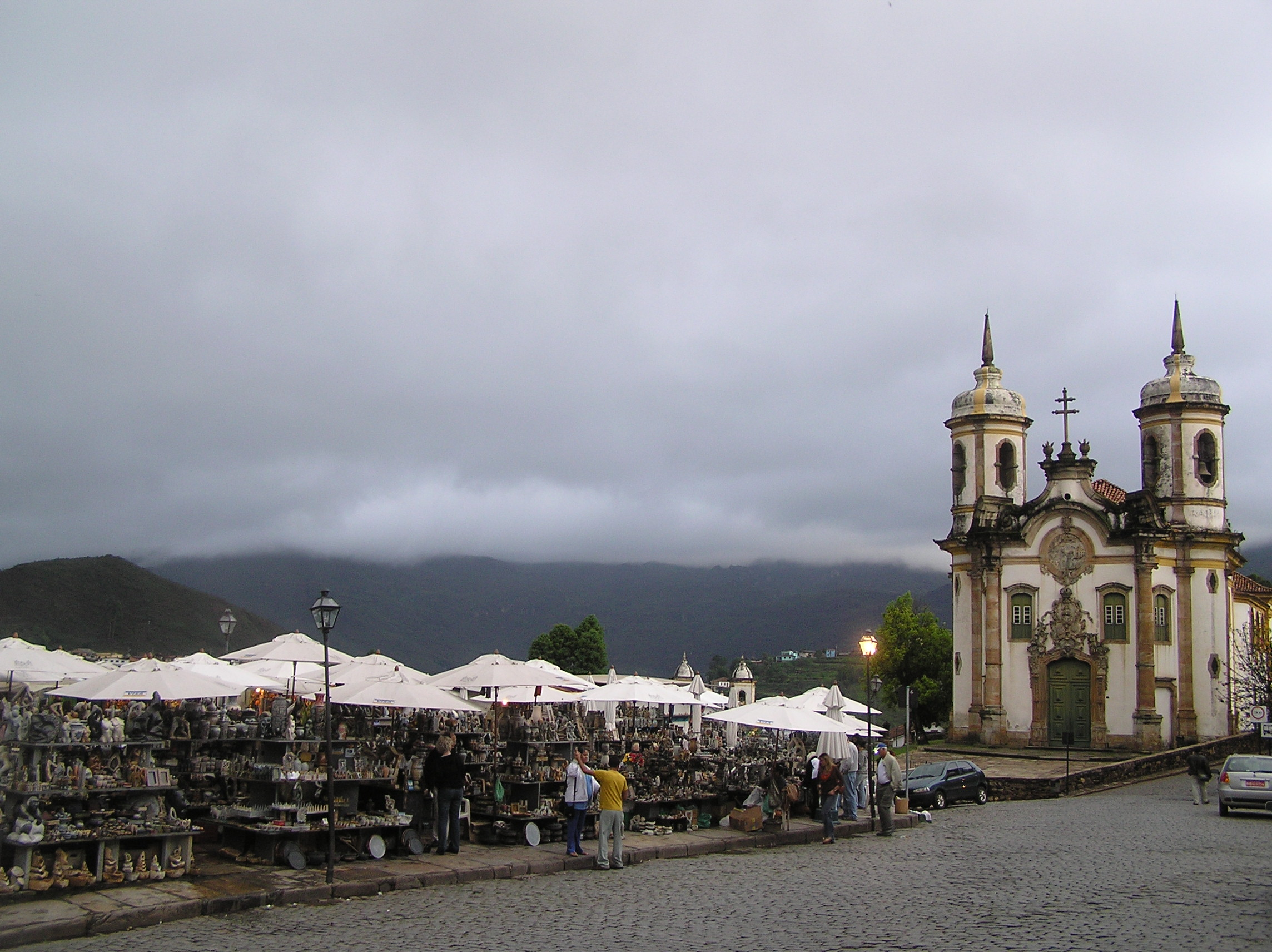
Arquitetura Mineira, com a Igreja de São Francisco de Assis
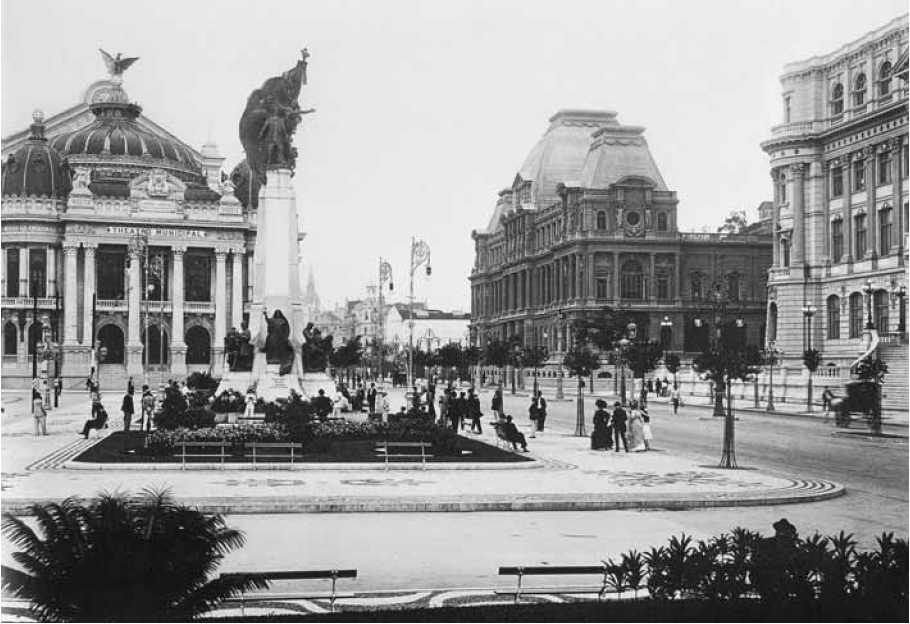
Arquitetura eclética, no Rio de Janeiro com o Theatro Municipal do Rio de Janeiro, o Museu Nacional de Belas Artes (MNBA) e a Biblioteca Nacional
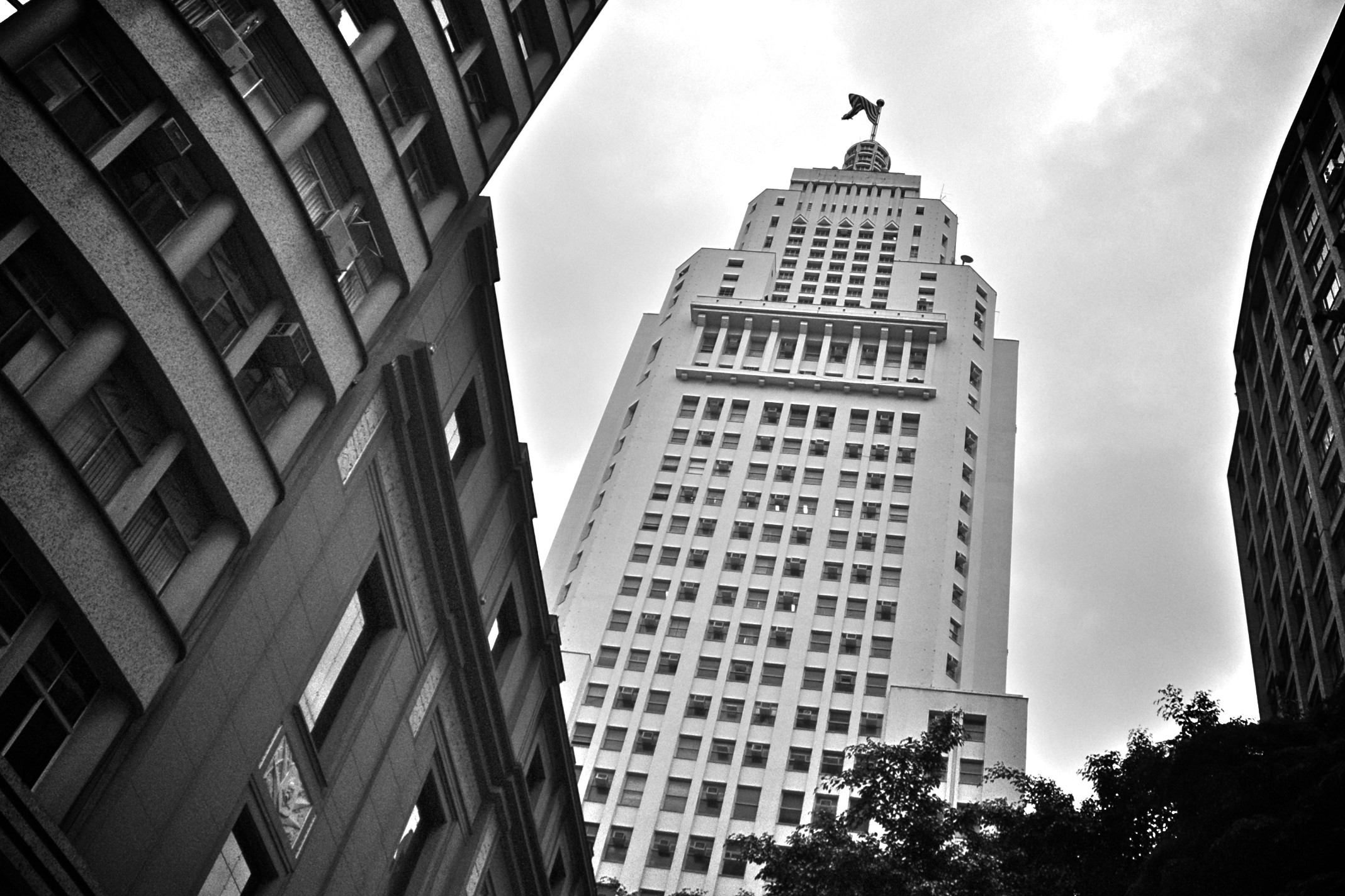
Edifício Altino Arantes, marco na verticalização da arquitetura brasileira
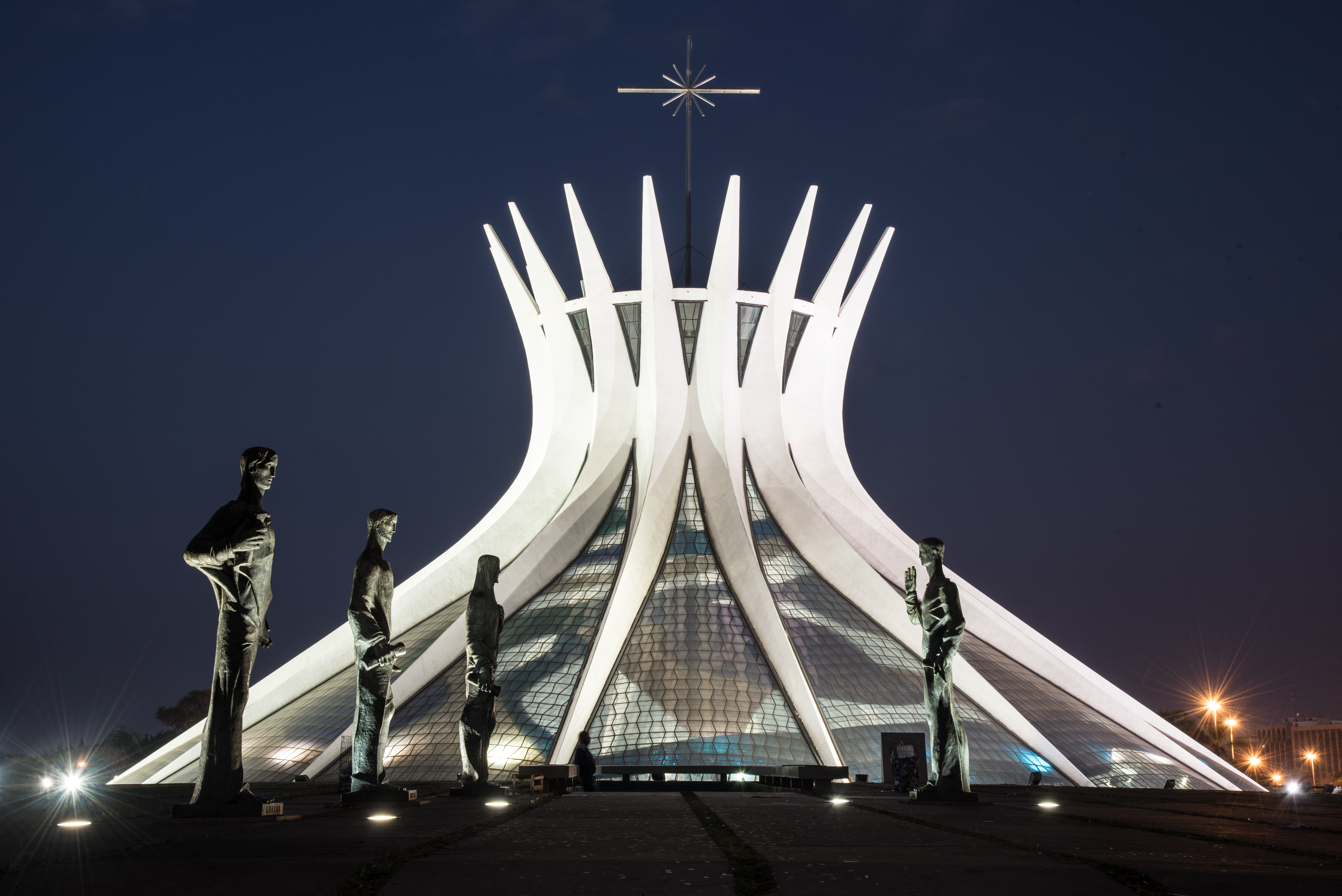
Arquitetura Modernista, com a  Catedral de Brasília

### Artes Cênicas
As artes cênicas em terras brasileiras nasce em meados do século XVI como instrumento de catequese dos Jesuítas vindos de Coimbra como missionários. Era um teatro, portanto, com função religiosa e objetivos claros: evangelizar os índios e apaziguar os conflitos existentes entre eles e os colonos portugueses e espanhóis.
No século XIX, as artes cênicas atingem seu apogeu, tornando-se símbolos da vida cultural do Império do Brasil. A ópera era uma forma de lazer no século XIX, tocada muito nos Saraus (um evento cultural ou musical realizado geralmente em casa particular onde as pessoas se encontram para se expressarem ou se manifestarem artisticamente).Compositores de ópera brasileiros notáveis foram Alberto Nepomuceno, Carlos Gomes, Heitor Villa-Lobos, autor de óperas como Izath e Aglaia, e Mozart Camargo Guarnieri, autor de Um Homem Só. Nos tempos atuais, a ópera brasileira continua sendo composta e tende a seguir as tendências da música de vanguarda, tais como Olga, de Jorge Antunes, A Tempestade, de Ronaldo Miranda, e O Cientista, de Silvio Barbato.
Também no século XIX, o teatro brasileiro manifesta-se como grande centro dos intelectuais da época. João Caetano, considerado por muitos o primeiro grande nome do teatro brasileiro, é desta época, e conquistou enorme prestígio. Atualmente o Brasil é um grande produtor de peças teatrais, se destacando a atriz Fernanda Montenegro, apelidada de Dama do Teatro.
A dança no Brasil originou-se dos mais variados lugares, recebendo muitas influências de outros países. Com as danças, há uma mistura de ritmo e som, que fazem as pessoas criarem cada vez mais passos e modos diferentes para dançar. As danças no Brasil são diversas em cada região do país, sendo as mais conhecidas o Forró, o Baião, o Frevo e a Gafieira. Se destaca como evento o Festival de Dança de Joinville, o maior das Américas, e como dançarinos Carlinhos de Jesus e Ana Botafogo.

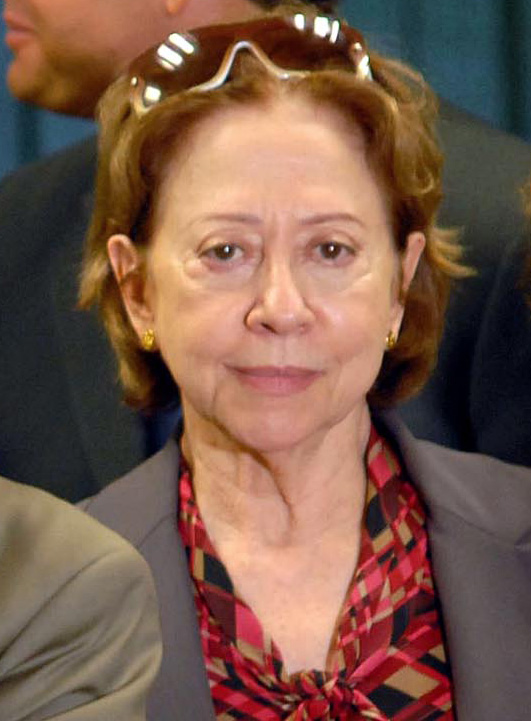
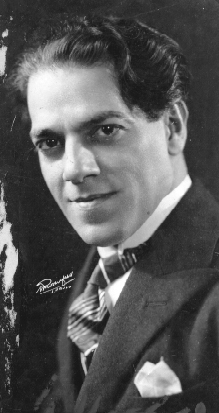
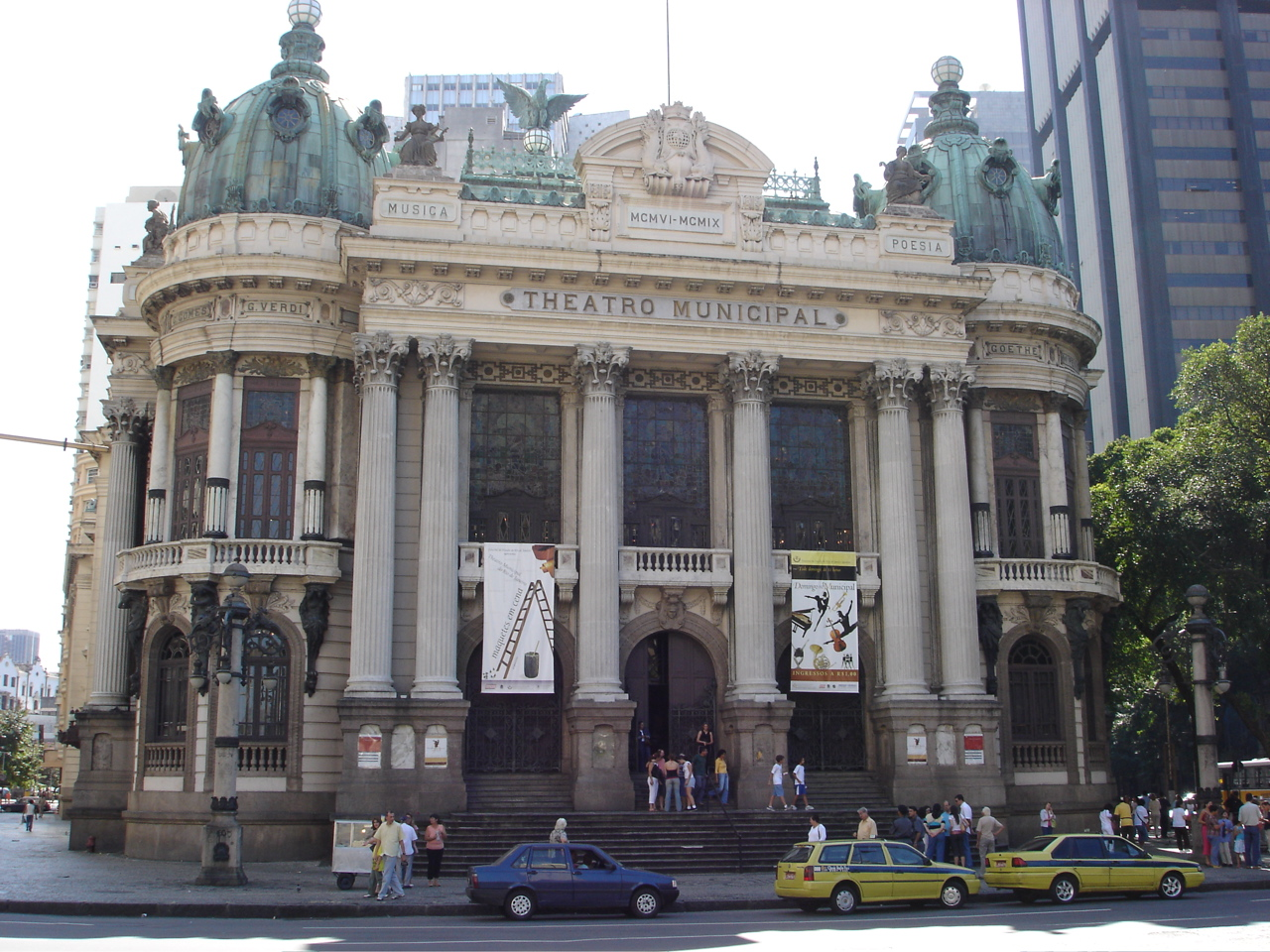

### Artes Plásticas
As artes plásticas no Brasil nasceram tardiamente em relação à descoberta e colonização do território. Apesar de haver registros de atividade de pintores, desenhistas e aquarelistas em atividade no Brasil desde 1556, estes vieram apenas de passagem, realizando a mera documentação visual destas terras para os monarcas e naturalistas europeus.
Entretanto, passado um século o Brasil já experimentava um desenvolvimento considerável na pintura e na escultura, e desde então conheceu um progresso ininterrupto e sempre com maior pujança e refinamento, com grandes momentos assinaláveis primeiro no apogeu do barroco, com a pintura, estatuária e talha dourada para decoração das igrejas; depois, na segunda metade do século XIX, com a atuação da Academia Imperial de Belas Artes, que institucionalizou o método acadêmico e promoveu os estilos neoclassicismo e logo o romantismo e o realismo, além de ser a primeira escola de artes de nível superior a funcionar no país; e em tempos recentes, quando a arte brasileira começa a se destacar no exterior de modo consistente e o sistema de ensino e divulgação da pintura estão firmemente estabilizados e largamente difundidos através de um sem número de universidades e escolas menores, museus, exposições, ateliês e galerias.
Durante o barroco, os maiores nomes a serem destacados são Aleijadinho e Mestre Ataíde, respectivamente na escultura e na pintura. Após a consolidação da Academia Imperial se notabilizaram principalmente os pintores Victor Meireles, Pedro Américo e Almeida Júnior, e o escultor Henrique Bernardelli. Comprometidos com o governo de Dom Pedro II, os dois primeiros fizeram obras artísticas com o intuito de enaltecer o império e o nacionalismo do país ainda recentemente independente. Um exemplo disso é o quadro de Victor Meireles: "A Batalha de Guararapes", hoje no Museu Nacional de Belas Artes, no Rio de Janeiro. Outro exemplo famoso é o quadro de Pedro Américo: "Independência ou Morte", que se encontra no Museu do Ipiranga, em São Paulo e é a mais famosa imagem do episódio da Independência do Brasil.
No movimento modernista, destaca-se a atuação de grupos como o Pau-Brasil e o Movimento antropófago, que se autoproclamavam vanguardistas. Várias tendências das vanguardas européias convergiram na Semana de Arte Moderna de 1922, ocorrida em São Paulo e tornada um marco no modernismo brasileiro.

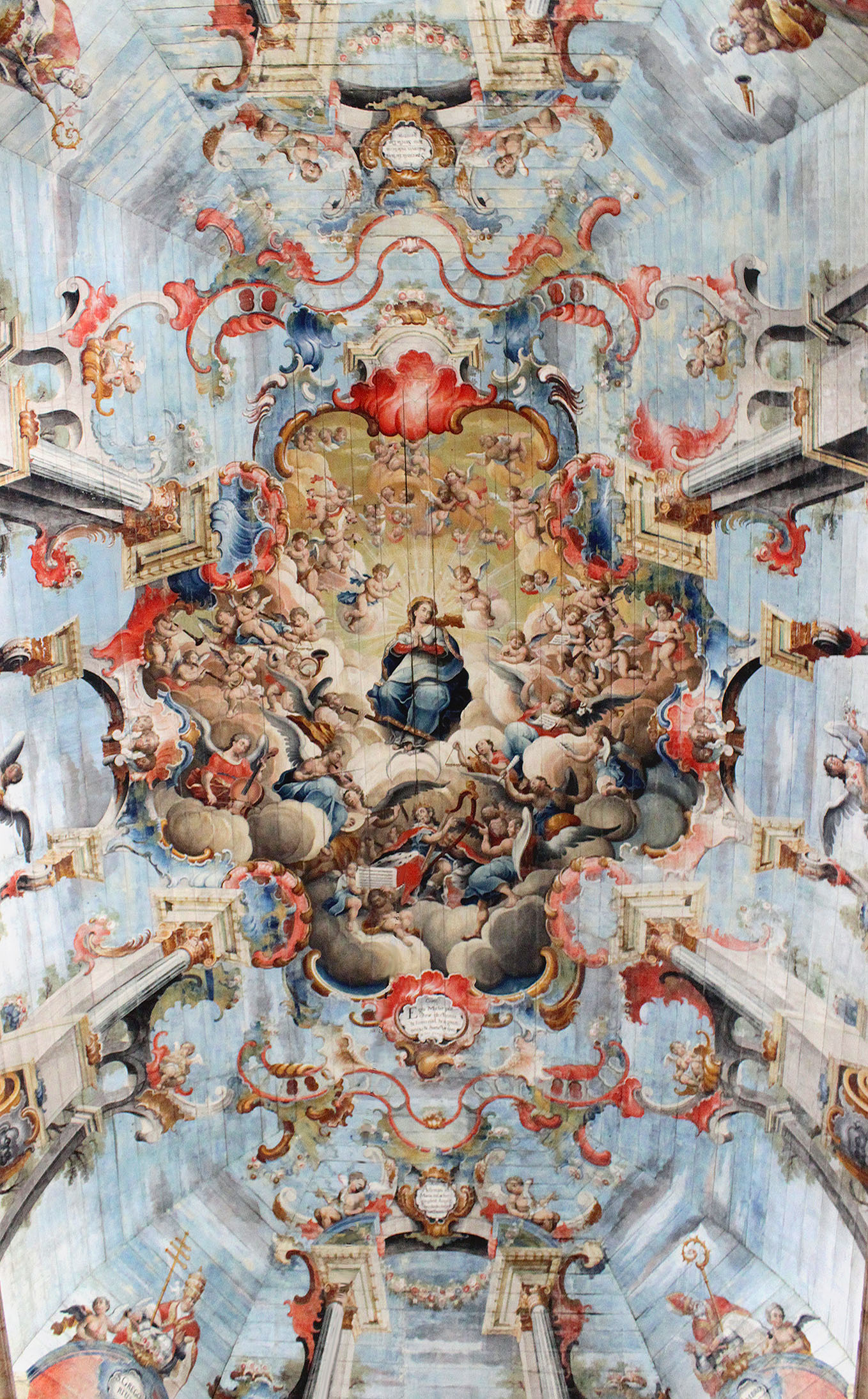
Glorificação de Nossa Senhora de autoria de Mestre Ataíde
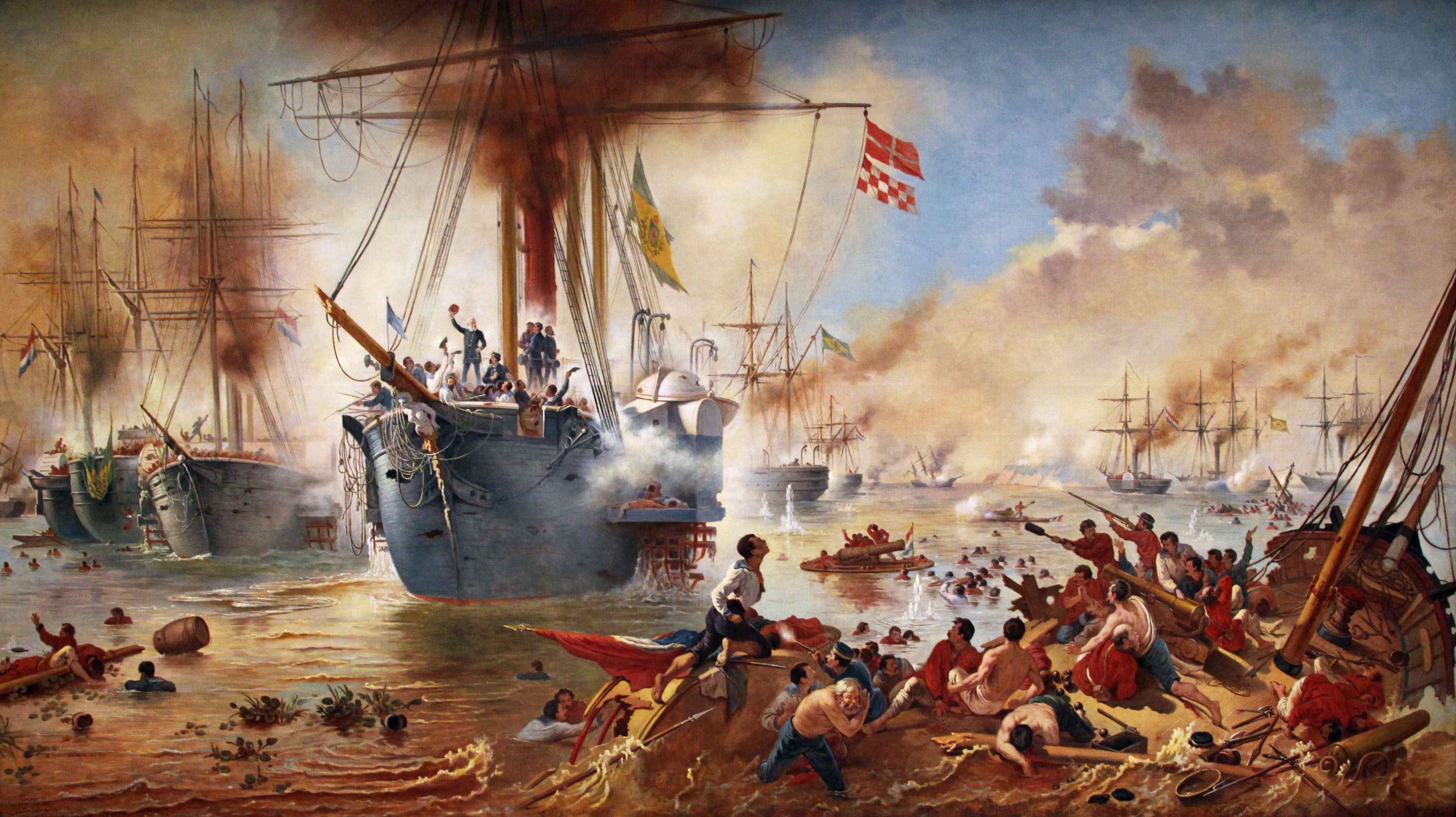
A Batalha Naval do Riachuelo - Victor Meirelles
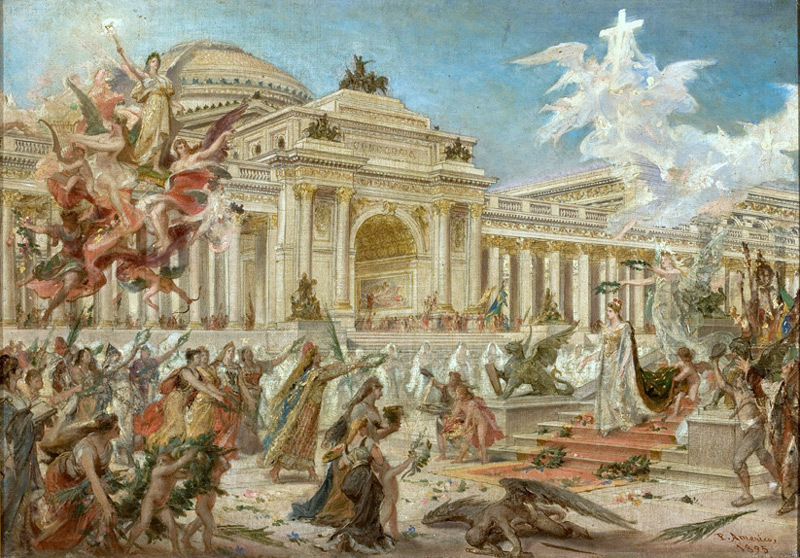
Paz e Concórdia de Pedro Américo
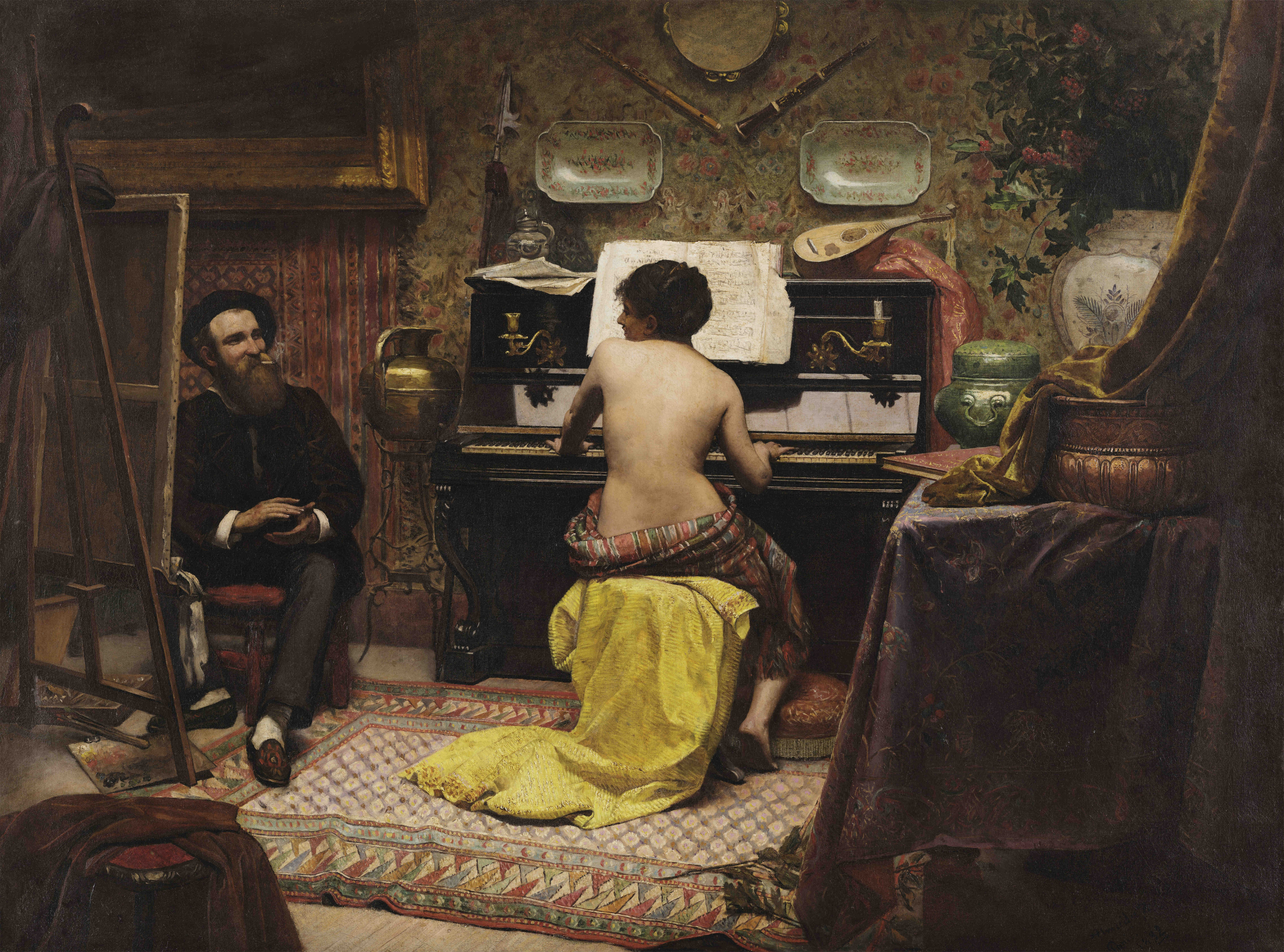
Descanso do modelo por Almeida Júnior

### Cinema
O cinema brasileiro possui hoje grande caráter social, além das comédias que grandes sucessos. Alguns filmes lançados nos primeiros anos do novo século, com uma temática atual e novas estratégias de lançamento, como Cidade de Deus (2002) de Fernando Meirelles, Carandiru (2003) de Hector Babenco e Tropa de Elite (2007) de José Padilha, alcançam grande público no Brasil e perspectivas de carreira internacional.Em Janeiro de 2009 o Cinema Brasileiro tem um momento histórico: Uma continuação de sucesso com Se Eu Fosse Você 2 de direção de Daniel Filho com Tony Ramos e Glória Pires nos papéis dos protagonistas que ultrapassa 1 milhão de espectadores com menos de uma semana.) Se tornando a segunda maior arrecadação da história do cinema no Brasil, com 49 milhões de reais, perdendo apenas para Titanic.

#### Primórdios
A primeira exibição de cinema no Brasil aconteceu em julho de 1896, no Rio de Janeiro, poucos meses após o invento dos Irmãos Lumière. Um ano depois já existia no Rio uma sala fixa de cinema, o "Salão de Novidades Paris", de Paschoal Segreto. Os primeiros filmes brasileiros foram rodados entre 1897-1898. Uma "Vista da baia da Guanabara" teria sido filmado pelo cinegrafista italiano Alfonso Segreto em 19 de junho de 1898, ao chegar da Europa a bordo do navio Brèsil - mas este filme, se realmente existiu, nunca chegou a ser exibido. Ainda assim, 19 de junho é considerado o Dia do Cinema Brasileiro.

#### Indústria Nacional
No final dos anos 40, a ideia de "tratar temas brasileiros com a técnica e a linguagem do melhor cinema mundial" seduz empresários e banqueiros paulistas, que se associam ao engenheiro Franco Zampari na Vera Cruz - uma grande produtora construída nos moldes de Hollywood, com enormes estúdios, muitos equipamentos, diretores europeus e elencos fixos.
Alberto Cavalcanti, cineasta formado na França e Inglaterra, volta ao Brasil para trabalhar na Vera Cruz. Em 5 anos são produzidos 18 filmes, do melodrama "Caiçara" (1950) ao musical biográfico "Tico-tico no fubá" (1952), do drama histórico "Sinhá moça" (1953) à comédia sofisticada "É proibido beijar" (1954), do policial "Na senda do crime" (1954) à comédia caipira "Candinho" (1954), com Mazzaropi.
Apesar disso, a Vera Cruz nunca conseguiu resolver o problema da distribuição de seus filmes, e foi à falência. Pressionada pelas dívidas, vendeu os direitos de "O Cangaceiro" (1953), de Lima Barreto, para a Columbia Pictures, e não ganhou nada por ter produzido o primeiro filme brasileiro de sucesso internacional.
No Rio dos anos 40, Moacir Fenelon, José Carlos Burle e Alinor Azevedo criam a Atlântida Cinematográfica, sem grandes investimentos em infra-estrutura mas com produção constante. Estréiam com o sucesso "Moleque Tião" (1941), drama baseado na vida do comediante Grande Otelo, que interpretou a si próprio no filme. Luiz Severiano Ribeiro, dono do maior circuito exibidor brasileiro, associa-se e passa a facilitar a exibição dos filmes da Atlântida, vindo a comprar a empresa em 1947. Pela primeira vez no cinema brasileiro, estão associados produção e exibição.
Em seguida, a Atlântida passa a produzir comédias musicais de fácil comunicação com o público, tendo como tema principal o carnaval, como "Este mundo é um pandeiro" (1947) e "Carnaval no fogo" (1949), ambos de Watson Macedo. O apelo popular dos filmes da Atlântida acaba influenciando a Cinédia, que realiza o melodrama "O Ébrio" (1946), de Gilda Abreu, com Vicente Celestino, grande bilheteria em todo o país.
Formando uma espécie de "star-system" a partir do rádio, os grandes nomes da Atlântida são Oscarito, Grande Otelo, Ankito e Mesquitinha (comediantes), Cyll Farney e Anselmo Duarte (galãs), Eliana (mocinha), José Lewgoy (vilão) e os cantores Sílvio Caldas, Marlene, Emilinha Borba, Linda Batista.
Aos poucos, as histórias vão abandonando o carnaval e explorando a comédia de costumes, a partir dos tipos folclóricos do Rio de Janeiro. Os melhores momentos vêm com os filmes de Carlos Manga "Nem Sansão nem Dalila" (1954) e "Matar ou correr" (1954), satirizando dramas americanos de sucesso. O público gosta, mas os críticos "sérios" dizem que chanchada não é cinema. (Chanchada em espanhol significa exatamente "porcaria".)
As chanchadas (e a Atlântida) se esgotam no final dos anos 50, quando o público parece cansar da fórmula, e as maiores estrelas são chamadas para trabalhar na televisão.

#### Cinema novo
Uma parcela (pequena, mas significativa) da juventude brasileira descobre este novo cinema, comprometido com a transformação do país. Em 1963, o movimento é deflagrado por 3 filmes: "Os Fuzis", de Ruy Guerra; "Deus e o diabo na terra do sol", de Glauber Rocha; e "Vidas secas", de Nelson Pereira dos Santos. Em todos eles, é mostrado um Brasil desconhecido, com muitos conflitos políticos e sociais. Uma mistura original de Neo-realismo (por seus temas e forma de produção) com Nouvelle vague (por suas rupturas de linguagem). É Glauber quem define os instrumentos do cinema novo: "uma câmara na mão e uma ideia na cabeça"; e também o seu objetivo: a construção de uma "estética da fome".
Após o golpe militar de 31 de março de 1964, os cineastas (e o país) se interrogam sobre o futuro e sobre as suas próprias atitudes de classe. Os filmes marcantes desse segundo momento do Cinema Novo são "O Desafio" (1965), de Paulo César Saraceni; "Terra em transe" (1967), de Glauber Rocha; e "O Bravo guerreiro" (1968), de Gustavo Dahl.
Enquanto isso, longe do Cinema novo, Domingos de Oliveira redescobre a comédia carioca com "Todas as mulheres do mundo" (1967) e "Edu coração de ouro" (1968).
Com o AI-5 (13 de dezembro de 1968), a ditadura militar fecha o Congresso e os partidos políticos existentes e censura a mídia e as diversões públicas. A perseguição às oposições, a restrição da atividade sindical e a prática de tortura nas prisões criam um clima de medo que se reflete em toda a cultura do país. Neste terceiro momento, o Cinema Novo volta-se para o passado, para a História, ou para projeções alegóricas do país real: "O Dragão da maldade contra o santo guerreiro" (1969), de Glauber Rocha; "Os Herdeiros" (1969), de Cacá Diegues; "Macunaíma" (1969), de Joaquim Pedro de Andrade; "Os Deuses e os Mortos" (1970), de Ruy Guerra.

### Design

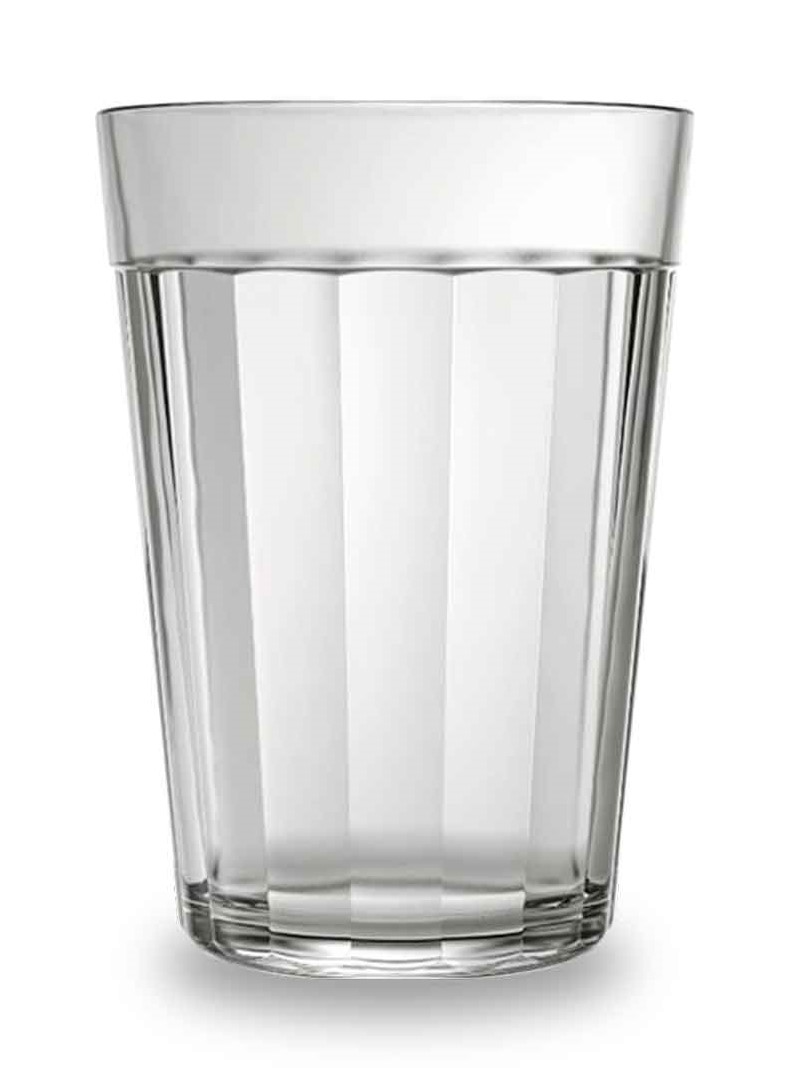
O copo americano é um modelo de copo com capacidade de 190 ml (o mais comum). O recipiente feito de vidro, de formato cilíndrico foi desenvolvido pela empresa Nadir Figueiredo em 1947, se tornando o formato de copo mais comum utilizado no Brasil.

O design brasileiro, como prática empírica, nasceu junto com a cultura nacional. Sinais de atividades ligadas ao design já aparecem nitidamente no século XIX, embora sem uma estrutura de ensino regular e mesmo sem seu reconhecimento como atividade distinta da arquitetura, da arte e da indústria de objetos utilitários.
A área só começou a ser tratada como especialidade artística diferenciada a partir da criação do primeiro escritório de design no país, o FormInform, por Alexandre Wollner, Geraldo de Barros, Rubem Martins e Walter Macedo, após a volta de Wollner da Europa em 1958. Sua atividade levaria depois à fundação da primeira escola superior de design, a Escola Superior de Desenho Industrial (ESDI) no Rio de Janeiro, em 1963, sendo o marco inicial da profissionalização do design no Brasil.
A primeira entidade de classe apareceu em 1987 no Rio Grande do Sul, a Associação dos Profissionais em Design do Rio Grande do Sul (APDesign). Ela seria seguida pela Associação dos designers gráficos (ADG, 1989), a Associação dos Designers de Produto (ADP) e a Associação Brasileira de Empresas de Design (ABEDesign), ambas de 2003.
Apesar do grande crescimento e sofisticação do setor nos últimos anos, com o reconhecimento de sua capacidade de agregar valor nos mercados e oferecer melhor qualidade de vida, com a proliferação de escolas especializadas e de profissionais capazes, incorporando recursos high-tech e várias atribuições historicamente sob o cuidado das belas artes, o design brasileiro só recentemente tem assimilado a rica contribuição do artesanato popular, ainda não foi objeto de estudos suficientes, não delineou sua história com profundidade, não desenvolveu meios eficientes para avaliar seu impacto econômico nem mereceu a atenção do poder público, não tendo condições de concorrer pelas verbas do governo para o desenvolvimento de pesquisa.

### Gastronomia
A gastronomia do Brasil é fruto de uma mistura de ingredientes europeus, e de outros povos, indígenas e africanos. Muitas das técnicas de preparo e ingredientes são de origem indígena, tendo sofrido adaptações por parte dos escravos e dos portugueses. Esses faziam adaptações dos seus pratos típicos substituindo os ingredientes que faltassem por correspondentes locais. A feijoada, prato típico do país, é um exemplo disso. As levas de imigrantes recebidas pelo país entre os séculos XIX e XX, vindos em grande número da Europa, trouxeram algumas novidades ao cardápio nacional e concomitantemente fortaleceu o consumo de diversos ingredientes.

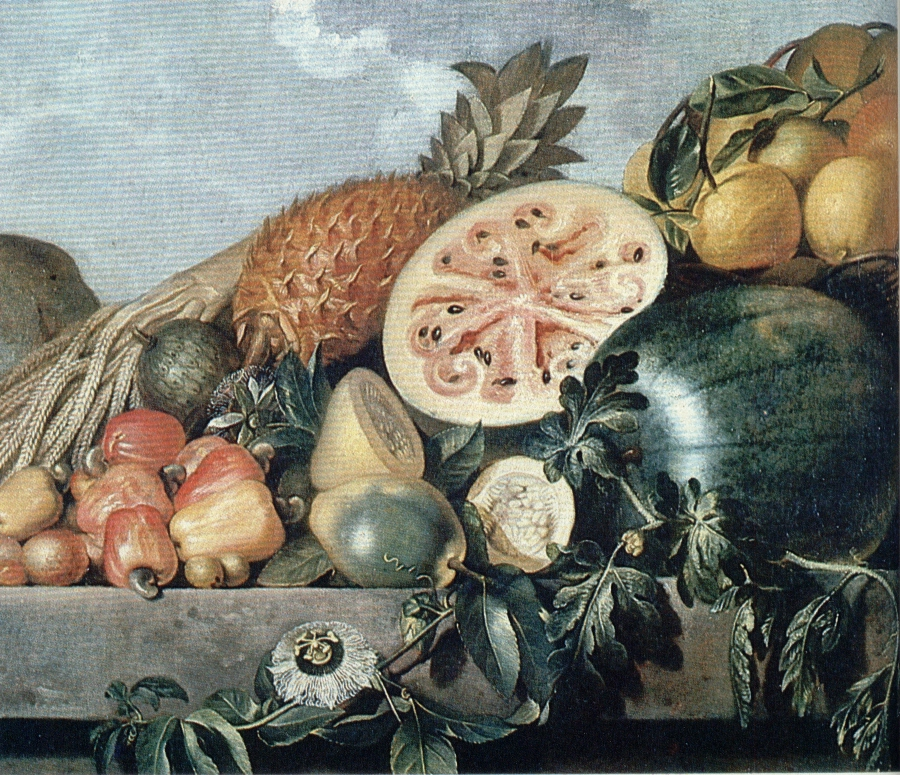
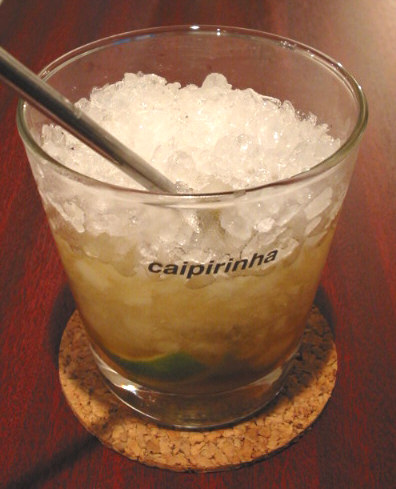
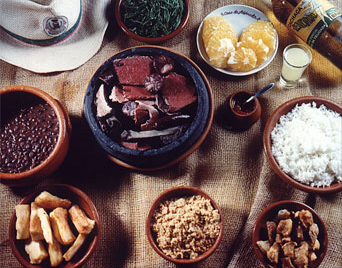
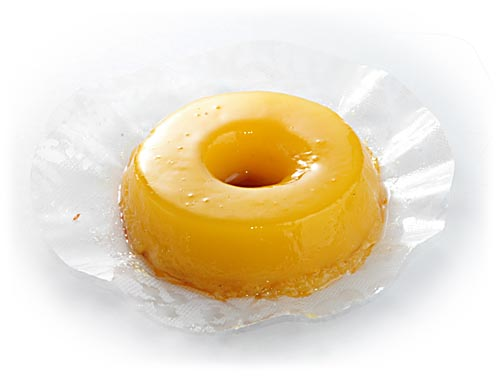

## Períodos, grupos e movimentos

### Barroco e Rococó
- Barroco no Brasil
  - Barroco mineiro

### Neoclassicismo, Romantismo, Realismo
- Neoclassicismo no Brasil
  - Arcadismo no Brasil
  - Academismo no Brasil
  - Missão Artística Francesa
- Romantismo no Brasil
  - Indianismo
- Realismo no Brasil

### Modernismo e contemporaneidade
- Modernismo brasileiro
  - Semana de Arte Moderna
  - Movimento Verde-Amarelo e Grupo da Anta
  - Movimento antropofágico
  - Sociedade Pró-Arte Moderna
  - Grupo dos Cinco (Arte Moderna Brasileira)
  - Grupo de Bagé
  - Clube de Gravura de Porto Alegre
  - Família Artística Paulista
  - Grupo Santa Helena
  - Núcleo Bernardelli
- Grupo Frente
- Grupo Neoconcreto
- Grupo Nervo Óptico
- Tropicália

## Categorias artísticas
- Arquitetura do Brasil
  - Arquitetura colonial do Brasil
  - Arquitetura moderna no Brasil
- Cinema do Brasil
- Dança do Brasil
- Design no Brasil
- Escultura do Brasil
- Folclore brasileiro
- Fotografia no Brasil
- História em quadrinhos no Brasil
- Literatura do Brasil
  - Literatura barroca no Brasil
  - Prosa Romântica no Brasil
- Música do Brasil
  - Música indígena brasileira
- Pintura no Brasil
  - Pintura do Romantismo brasileiro
- Poesia do Brasil
- Teatro do Brasil
  - História do teatro musical no Brasil
- Televisão no Brasil
- Vídeo no Brasil

## Instituições
- Escola Real de Ciências, Artes e Ofícios
- Academia Imperial de Belas Artes
- Escola Nacional de Belas Artes
- Escola de Artes Visuais do Parque Lage
- Escola de Belas Artes da Universidade Federal do Rio de Janeiro
- Instituto de Artes Visuais da Universidade Estadual do Rio de Janeiro
- Liceu de Artes e Ofícios de São Paulo
- Liceu de Artes e Ofícios do Rio de Janeiro
- Biblioteca Nacional do Brasil
- Academia Brasileira de Letras
- União Brasileira de Escritores
- Câmara Brasileira do Livro
- Sociedade Brasileira de Autores Teatrais

## Museus de arte
- Museu Afro Brasil
- Museu Brasileiro da Escultura
- Museu de Arte Contemporânea da Universidade de São Paulo
- Museu de Arte Contemporânea de Niterói
- Museu de Arte Contemporânea de Pernambuco
- Museu de Arte da Bahia
- Museu de Arte do Rio Grande do Sul
- Museu de Arte Moderna Aloísio Magalhães
- Museu de Arte Moderna de São Paulo
- Museu de Arte Moderna do Rio de Janeiro
- Museu de Arte Sacra de Pernambuco
- Museu de Arte Sacra de São Paulo
- Museu Dom João VI
- Museu Internacional de Arte Naïf do Brasil
- Museu Nacional de Belas Artes (Brasil)
- Museu Oscar Niemeyer
- Oficina Cerâmica Francisco Brennand
- Pinacoteca do Estado de São Paulo
- Consulte também a categoria Museus de arte do Brasil

## Eventos
- Semana de Arte Moderna
- Bienal do Livro de São Paulo
- Bienal Internacional de Arte de São Paulo